# تين قزمي

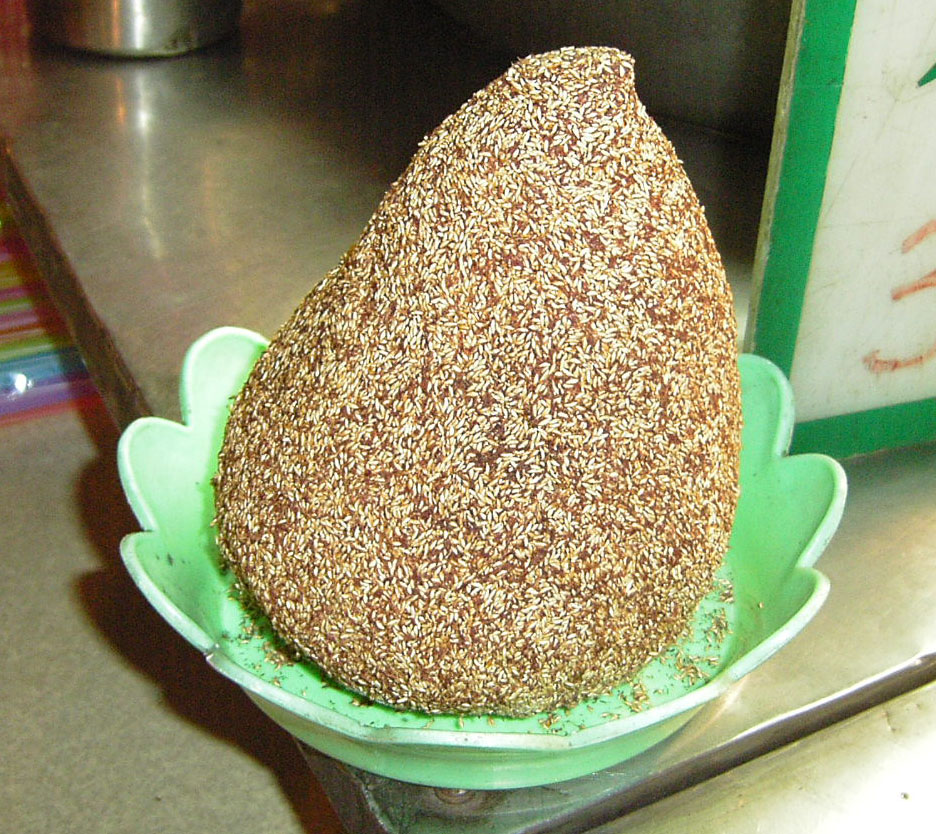
Dried inside out fruit of F. pumila var awkeotsang, ready for use

تين قزمي أو التين الزاحف أو التين المتسلق (الاسم العلمي:Ficus pumila) (بالإنجليزية: creeping fig or climbing fig)‏ هو نوع من النباتات يتبع جنس التين من الفصيلة التوتية.

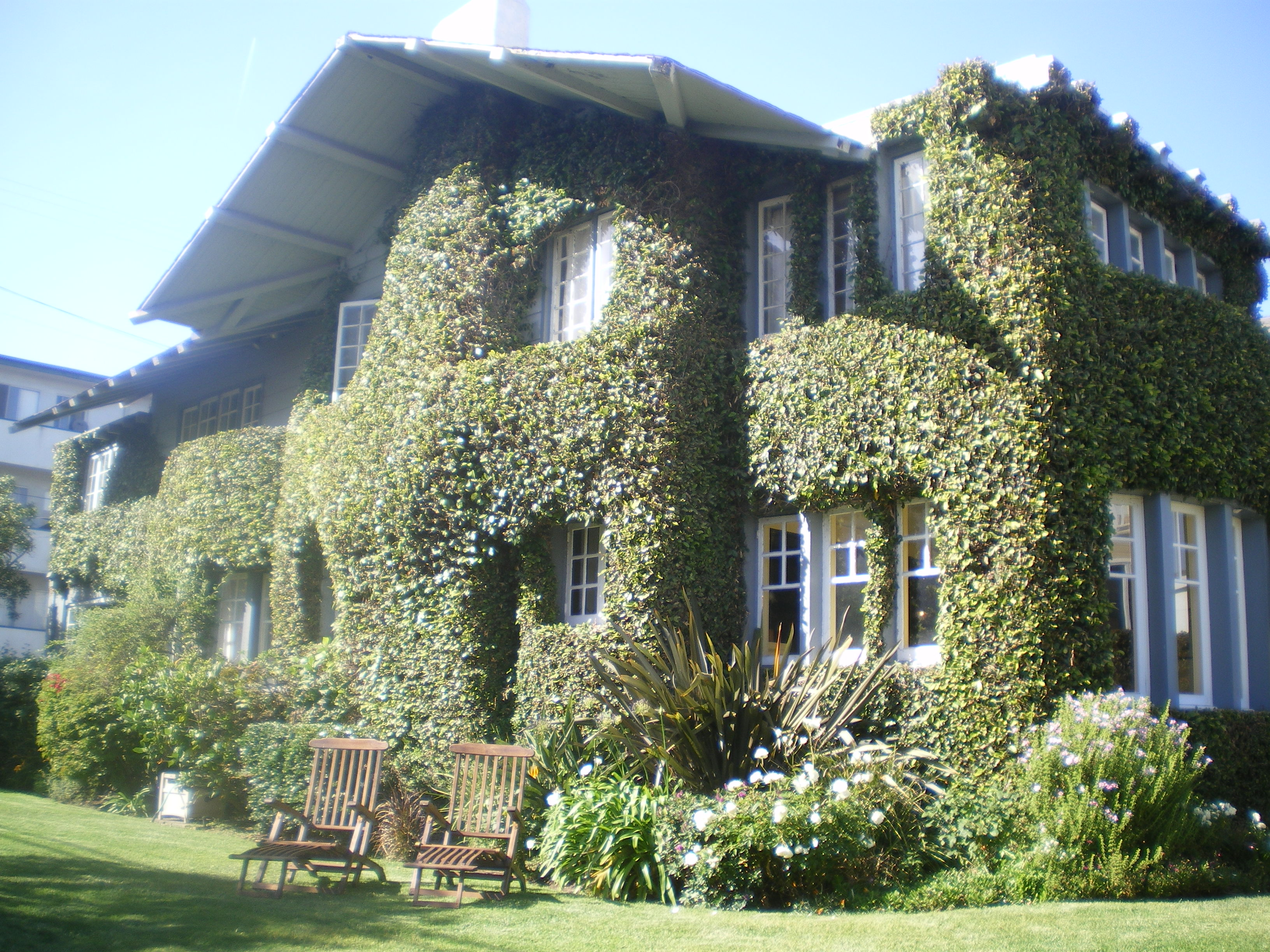
Growing on the Warren Wilson Beach House, in Venice, California.